# Кризис воспроизводимости
Кризис воспроизводимости или кризис репликации (англ. replication crisis) — текущий методологический кризис, при котором результаты многих научных исследований оказывается сложно или невозможно воспроизвести. Поскольку воспроизводимость эмпирических результатов является неотъемлемой частью научного метода, такие неудачи подрывают достоверность теорий, основанных на этих результатах, и могут поставить под сомнение значительные части научных знаний.
Кризис воспроизводимости наиболее серьезно сказывается на психологии и медицине, где предпринимаются значительные усилия для повторного исследования классических результатов, чтобы определить их надежность и, в случае их несоответствия, выяснить причины неудачи. Данные также указывают на то, что этот кризис затрагивает другие естественные и социальные науки. К примеру, в 2021 году стало известно, что воспроизводимые научные работы цитируются в среднем в 153 раза реже, чем результаты, которые не воспроизводятся.
Термин «кризис воспроизводимости» был введён в начале 2010-х годов на фоне растущего осознания проблемы. Обсуждение причин и методов решения этой проблемы привело к созданию новой научной дисциплины — метанауки, которая использует методы эмпирических исследований для изучения практики эмпирического научного исследования.